# Elm Creek (Texas)
Elm Creek es un lugar designado por el censo ubicado en el condado de Maverick en el estado estadounidense de Texas. En el Censo de 2010 tenía una población de 2.469 habitantes y una densidad poblacional de 333,32 personas por km².

## Geografía
Elm Creek se encuentra ubicado en las coordenadas 28°46′37″N 100°29′13″O / 28.77694, -100.48694. Según la Oficina del Censo de los Estados Unidos, Elm Creek tiene una superficie total de 7.41 km², de la cual 7.32 km² corresponden a tierra firme y (1.12%) 0.08 km² es agua.

## Demografía
Según el censo de 2010, había 2.469 personas residiendo en Elm Creek. La densidad de población era de 333,32 hab./km². De los 2.469 habitantes, Elm Creek estaba compuesto por el 94.73% blancos, el 0.04% eran afroamericanos, el 0.08% eran amerindios, el 0% eran asiáticos, el 0% eran isleños del Pacífico, el 3.97% eran de otras razas y el 1.17% pertenecían a dos o más razas. Del total de la población el 98.02% eran hispanos o latinos de cualquier raza.